# 錢查馬約省
錢查馬約省（西班牙語：Provincia de Chanchamayo），是秘魯的省份，位於該國中部胡寧大區，首府在拉梅爾塞德，始建於1977年7月24日，面積4,723平方公里，2002年人口142,127，人口密度每平方公里30人。
11°03′16″S 75°19′45″W / 11.054387°S 75.329036°W